# Mairinque
Mairinque is een gemeente in de Braziliaanse deelstaat São Paulo. De gemeente telt 43.658 inwoners (schatting 2009).

## Aangrenzende gemeenten
De gemeente grenst aan Alumínio, Ibiúna, Itu, São Roque en Sorocaba.

## Geboren
- César Henrique Martins (1992), voetballer